# Sanna Jallow
Sanna Y. H. Jallow (* 20. Jahrhundert) ist ein Politiker im westafrikanischen Staat Gambia.

## Leben
| Parlamentswahl | Stimmen | Stimmanteil |
| -------------- | ------- | ----------- |
| 1992           | 493     | 6,81 %      |

| Parlamentswahl | Stimmen | Stimmanteil |
| -------------- | ------- | ----------- |
| 1997           | 1.451   | 68,35 %     |

Jallow trat bei den Parlamentswahlen 1992 als Kandidat der Gambian People’s Party (GPP) im Wahlkreis Niamina an. Er erreichte 6,81 % der Stimmen hinter den parteilosen Lamin Waa Juwara als Kandidat der People’s Progressive Party (PPP), Malanding Ceesay. Bei den Parlamentswahlen 1997 trat er als Kandidat der Alliance for Patriotic Reorientation and Construction (APRC) im Wahlkreis Niamina Dankunku an. Er gewann den Wahlkreis mit 68,35 % der Stimmen vor Jaye Jallow von der People’s Democratic Organisation for Independence and Socialism (PDOIS) und gewann dadurch einen Sitz in der National Assembly. Bei den folgenden Parlamentswahlen 2002 trat Jallow nicht mehr an, er lebte um 2006 in den Vereinigten Staaten, und trat politisch nicht mehr in Erscheinung.
Samba Jallow ist sein Bruder.